# Derrick Brew
Derrick Brew (* 28. Dezember 1977 in Houston) ist ein US-amerikanischer Sprinter.
Der 400-Meter-Läufer Brew hatte seinen Durchbruch 2001 bei den US-Trials für die Weltmeisterschaften 2001 in Edmonton. Er wurde Vierter und qualifizierte sich für die 4-mal-400-Meter-Staffel der USA. Mit dieser Staffel wurde er dann zum ersten Mal Weltmeister. Identisch verlief die Saison 2003, als er bei den Weltmeisterschaften 2003 in Paris zum zweiten Mal Staffelweltmeister wurde. Diese Medaille wurde der US-Staffel allerdings nachträglich aberkannt.
Bei den US-Trials zu den Olympischen Spielen 2004 in Athen wurde er Dritter und durfte daraufhin erstmals bei einem Einzelrennen antreten, in dem er dann die Bronzemedaille gewann. Mit der Staffel wurde er in Athen Olympiasieger. 
Bei den US-amerikanischen Meisterschaften 2005 nur Fünfter, wurde er dennoch für die Staffel bei den Weltmeisterschaften 2005 in Helsinki nominiert. Dort wurde er erneut Weltmeister. Seine persönliche Bestzeit lief er noch als Student 1999 mit 44,29 s, eine Zeit, die er nur bei der Olympiade in Athen mit 44,42 s annähernd erreichte.
Derrick Brew hat bei einer Größe von 1,85 m ein Wettkampfgewicht von 79 kg.

## Persönliche Bestzeiten
- 200 m: 20,38 s (1999)
- 400 m: 44,29 s (1999)